# Marcillat-en-Combraille
Marcillat-en-Combraille je naselje in občina v osrednjem francoskem departmaju Allier regije Auvergne. Leta 1999 je naselje imelo 912 prebivalcev.

## Geografija
Kraj leži v pokrajini Bourbonnais 26 km južno od Montluçona.

## Administracija
Marcillat-en-Combraille je sedež istoimenskega kantona, v katerega so poleg njegove vključene še občine Arpheuilles-Saint-Priest, La Celle, Durdat-Larequille, Mazirat, La Petite-Marche, Ronnet, Saint-Fargeol, Saint-Genest, Saint-Marcel-en-Marcillat, Sainte-Thérence, Terjat in Villebret s 5.534 prebivalci.
Kanton je sestavni del okrožja Montluçon.

## Zanimivosti
- Notredamska cerkev iz 12. stoletja,
- donžon.

## Pobratena mesta
- Faulungen (Turingija, Nemčija),
- Wadersloh (Severno Porenje - Vestfalija, Nemčija).